# Reacció de Bosch

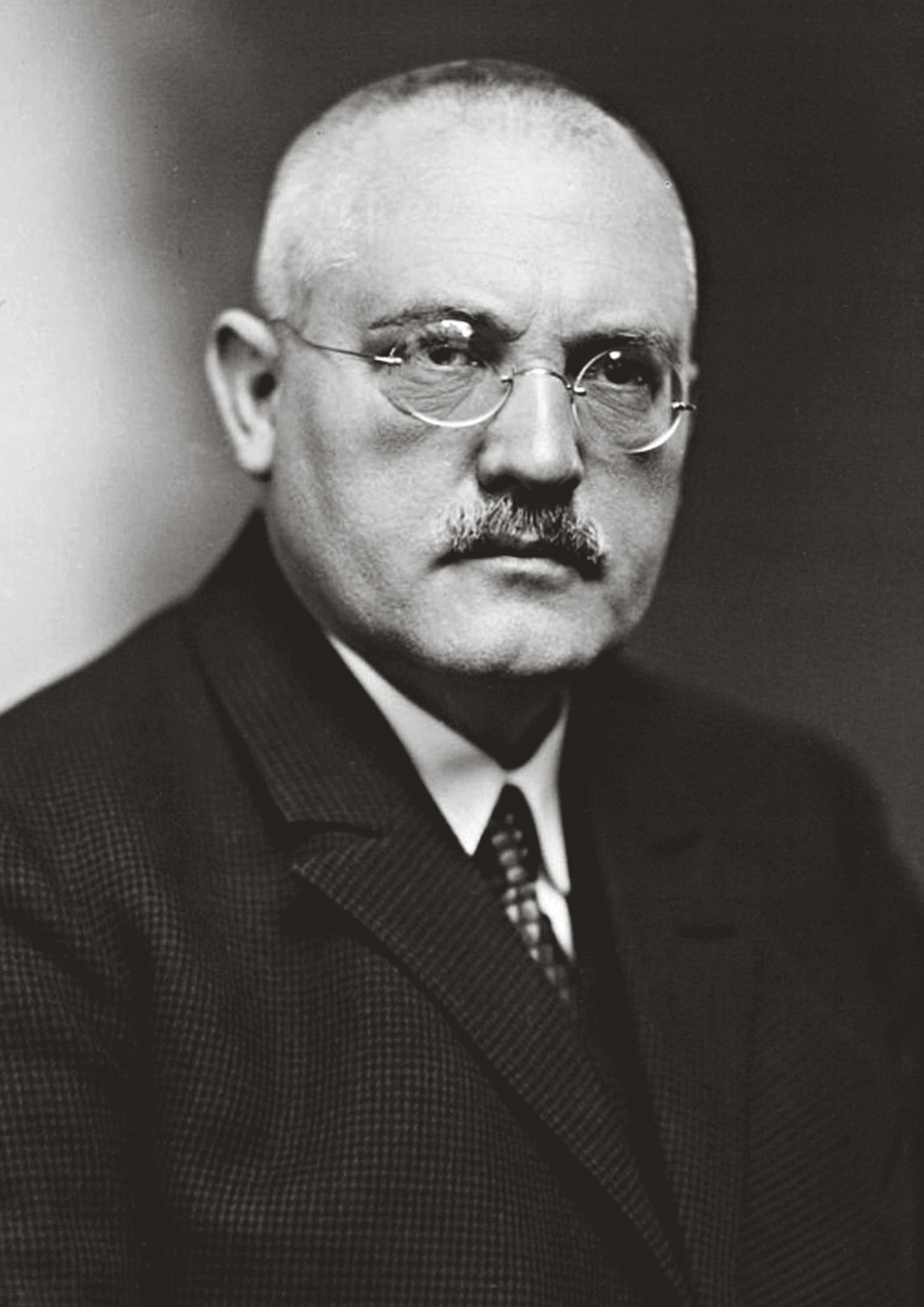
Carl Bosch, descobridor de la reacció química.

La reacció de Bosch és una reacció química entre el diòxid de carboni i d'hidrogen que produeix carboni elemental (grafit), aigua i un retorn de 10% de la calor invertida. Aquesta reacció requereix la introducció del ferro com a catalitzador i requereix un nivell de temperatura de 530-730 graus Celsius.
La reacció global és la següent:
{\displaystyle {CO_{2}}_{(g)}+2{H_{2}}_{(g)}\longrightarrow C_{(s)}+2H_{2}O_{(g)}}
La reacció anterior és en realitat el resultat de dues reaccions. La primera reacció, la reacció de desplaçament del gas d'aigua inversa, és una forma ràpida.
{\displaystyle CO_{2}+H_{2}\longrightarrow CO+H_{2}O}
Controla la segona reacció de la velocitat de reacció.
{\displaystyle CO+H_{2}\longrightarrow C+H_{2}O}
La reacció global produeix 2,3 × 103 joules per cada gram de carboni produït a 650 °C. Les temperatures de reacció estan en l'interval de 450 a 600 °C.
La reacció es pot accelerar en presència de ferro, cobalt o catalitzador de níquel. El ruteni també serveix per accelerar la reacció.
Juntament amb la reacció de Sabatier la reacció Bosch s'estudia com una forma d'eliminar el diòxid de carboni i generar aigua potable a bord d'una estació espacial.